# Bocairent
Bocairent – gmina w Hiszpanii, w prowincji Walencja, we wspólnocie autonomicznej Walencja, o powierzchni 96,98 km². W 2011 roku liczyła 4456 mieszkańców.